# Oliveira do Hospital
Oliveira do Hospital é uma cidade portuguesa do distrito de Coimbra, que fazia parte da antiga província da Beira Alta e da Região do Centro, estando atualmente inserida na sub-região Região de Coimbra (NUT III), com cerca de 7 500 habitantes.
É sede do município de Oliveira do Hospital que tem uma área de 234,52 km² e 19 331 habitantes (2018), subdividido em 16 freguesias. O município é limitado a norte pelo município de Nelas, a leste por Seia, a sul por Arganil, a oeste por Tábua e a noroeste por Carregal do Sal.
É atravessado por diversos rios, onde se salientam o Alva e o Alvôco.

## História
A região onde se encontra hoje o município de Oliveira do Hospital é habitada desde a pré-história, uma vez que abundam pelo município vestígios megalíticos (nomeadamente nas freguesias de Bobadela, Ervedal da Beira e Seixo da Beira). 
Na década de 70 de século XX foram descobertas as provas daquilo que se suspeitava há muito: os Romanos também colonizaram a zona, uma vez que se descobriu um anfiteatro romano na freguesia de Bobadela.
Durante as invasões Árabes sabe-se que estes também estiveram no município, uma vez que existe uma igreja moçárabe na freguesia de Lourosa.
A Ordem do Hospital de São João de Jerusalém, de Rodes e de Malta, ou apenas Ordem de Malta, como é hoje mais conhecida, teve importantes possessões nos limites deste município, tendo aqui várias comendas. Razão pela qual o brasão autárquico ostenta a cruz da Ordem de Malta em chefe.

## Freguesias

Freguesias do município de Oliveira do Hospital.

O município de Oliveira do Hospital está dividido em 16 freguesias:
- Aldeia das Dez
- Alvoco das Várzeas
- Avô
- Bobadela
- Ervedal e Vila Franca da Beira
- Lagares da Beira
- Lagos da Beira e Lajeosa
- Lourosa
- Meruge
- Nogueira do Cravo
- Oliveira do Hospital e São Paio de Gramaços
- Penalva de Alva e São Sebastião da Feira
- Santa Ovaia e Vila Pouca da Beira
- São Gião
- Seixo da Beira
- Travanca de Lagos

## Património
- Santuário de Nossa Senhora das Preces
- Castelo de Avô
- Pelourinho de Bobadela
- Igreja de São Pedro de Lourosa ou Igreja Matriz de Lourosa
- Pelourinho de Lourosa
- Pelourinho de Nogueira do Cravo
- Casa do Penedo
- Capela dos Ferreiros, anexa à Igreja Matriz de Oliveira do Hospital
- Pelourinho de Oliveira do Hospital
- Pelourinho de Penalva de Alva
- Igreja Paroquial de São Gião
- Pelourinho de Seixo da Beira
- Convento do Desagravo do Santíssimo Sacramento

## Cultura
- Museu Municipal Dr. António Simões Saraiva (Aberto de terça a domingos e feriados, das 10 às 13 e das 14 às 18 horas. Exceto 1 janeiro, sexta-feira santa, domingo de Páscoa, 1 maio, Corpo de Deus, 7 outubro, 1 novembro e 25 dezembro)
- Centro Interpretativo das Ruinas Romanas de Bobadela (Aberto de terça a domingos e feriados, das 10 às 13 e das 14 às 18 horas. Exceto 1 janeiro, sexta-feira santa, domingo de Páscoa, 1 maio, Corpo de Deus, 7 outubro, 1 novembro e 25 dezembro)
- Biblioteca Municipal de Oliveira do Hospital (Aberto de segunda a sexta das 9 às 19 horas e aos sábados das 10 às 13 horas).
- Biblioteca Ludoteca de Lagares da Beira (Aberto de segunda a sexta das 10 às 13 e das 14 às 18 horas).
- Casa-Museu D. Maria Emília Vasconcelos Cabral

## Evolução da População do Município
| Número de habitantes | Número de habitantes | Número de habitantes | Número de habitantes | Número de habitantes | Número de habitantes | Número de habitantes | Número de habitantes | Número de habitantes | Número de habitantes | Número de habitantes | Número de habitantes | Número de habitantes | Número de habitantes | Número de habitantes | Número de habitantes |
| -------------------- | -------------------- | -------------------- | -------------------- | -------------------- | -------------------- | -------------------- | -------------------- | -------------------- | -------------------- | -------------------- | -------------------- | -------------------- | -------------------- | -------------------- | -------------------- |
| 1864                 | 1878                 | 1890                 | 1900                 | 1911                 | 1920                 | 1930                 | 1940                 | 1950                 | 1960                 | 1970                 | 1981                 | 1991                 | 2001                 | 2011                 | 2021                 |
| 24 137               | 25 482               | 26 741               | 27 324               | 27 869               | 26 992               | 26 030               | 28 421               | 29 038               | 26 287               | 23 525               | 23 554               | 22 584               | 22 112               | 20 855               | 19 413               |

(Obs.: Número de habitantes "residentes", ou seja, que tinham a residência oficial neste município à data em que os censos  se realizaram.)
De acordo com os dados do INE o distrito de Coimbra registou em 2021 um decréscimo populacional na ordem dos 5.0% relativamente aos resultados do censo de 2011. No concelho de Oliveira do Hospital esse decréscimo rondou os 6.9%. 	
| Número de habitantes por Grupo Etário | Número de habitantes por Grupo Etário | Número de habitantes por Grupo Etário | Número de habitantes por Grupo Etário | Número de habitantes por Grupo Etário | Número de habitantes por Grupo Etário | Número de habitantes por Grupo Etário | Número de habitantes por Grupo Etário | Número de habitantes por Grupo Etário | Número de habitantes por Grupo Etário | Número de habitantes por Grupo Etário | Número de habitantes por Grupo Etário | Número de habitantes por Grupo Etário | Número de habitantes por Grupo Etário |
| ------------------------------------- | ------------------------------------- | ------------------------------------- | ------------------------------------- | ------------------------------------- | ------------------------------------- | ------------------------------------- | ------------------------------------- | ------------------------------------- | ------------------------------------- | ------------------------------------- | ------------------------------------- | ------------------------------------- | ------------------------------------- |
|                                       | 1900                                  | 1911                                  | 1920                                  | 1930                                  | 1940                                  | 1950                                  | 1960                                  | 1970                                  | 1981                                  | 1991                                  | 2001                                  | 2011                                  | 2021                                  |
| 0-14 Anos                             | 9 621                                 | 9 588                                 | 9 081                                 | 9 006                                 | 9 407                                 | 8 493                                 | 7 632                                 | 6 295                                 | 5 686                                 | 4 296                                 | 3 529                                 | 2 787                                 | 2 114                                 |
| 15-24 Anos                            | 4 575                                 | 4 770                                 | 4 293                                 | 4 918                                 | 4 711                                 | 4 750                                 | 4 164                                 | 3 340                                 | 3 762                                 | 3 347                                 | 2 909                                 | 2 185                                 | 1 917                                 |
| 25-64 Anos                            | 10 604                                | 10 914                                | 11 021                                | 11 037                                | 11 425                                | 11 732                                | 11 319                                | 10 160                                | 10 285                                | 10 676                                | 10 996                                | 10 816                                | 9 874                                 |
| = ou > 65 Anos                        | 1 798                                 | 1 935                                 | 1 918                                 | 2 466                                 | 2 538                                 | 2 788                                 | 3 172                                 | 3 535                                 | 3 821                                 | 4 265                                 | 4 678                                 | 5 067                                 | 5 508                                 |

(Obs: De 1900 a 1950 os dados referem-se à população "de facto", ou seja, que estava presente no município à data em que os censos se realizaram. Daí que se registem algumas diferenças relativamente à designada população residente)

## Política

### Eleições autárquicas[8]
| Data | %       | V       | %     | V     | %       | V       | %            | V            | %              | V   | %              | V   | %              | V   | %              | V   | %              | V   | %       | V       | %  | V  | Participação |                |
| Data | PPD/PSD | PPD/PSD | PS    | PS    | CDS-PP  | CDS-PP  | FEPU/APU/CDU | FEPU/APU/CDU | AD             | AD  | PPM            | PPM | PRD            | PRD | IND            | IND | MPT            | MPT | PSD/CDS | PSD/CDS | CH | CH | Participação |                |
| ---- | ------- | ------- | ----- | ----- | ------- | ------- | ------------ | ------------ | -------------- | --- | -------------- | --- | -------------- | --- | -------------- | --- | -------------- | --- | ------- | ------- | -- | -- | ------------ | -------------- |
| Data | 1976    | 43,14   | 3     | 34,52 | 3       | 15,51   | 1            | 1,71         | -              |     |                |     |                |     |                |     |                |     |         |         |    |    |              | 59,25 / 100,00 |
| 1979 | AD      | AD      | 27,57 | 2     | AD      | AD      | 3,39         | -            | 66,15          | 5   | AD             | AD  | 70,16 / 100,00 |     |                |     |                |     |         |         |    |    |              |                |
| 1982 | AD      | AD      | 31,18 | 2     | AD      | AD      | 2,82         | -            | 61,42          | 5   | AD             | AD  | 65,96 / 100,00 |     |                |     |                |     |         |         |    |    |              |                |
| 1985 | 53,61   | 5       | 30,12 | 2     |         |         | 2,03         | -            |                |     |                |     | 10,01          | -   | 60,41 / 100,00 |     |                |     |         |         |    |    |              |                |
| 1989 | 40,35   | 3       | 42,26 | 3     | 12,73   | 1       | 0,92         | -            |                |     | 66,78 / 100,00 |     |                |     |                |     |                |     |         |         |    |    |              |                |
| 1993 | 42,50   | 3       | 37,96 | 3     | 14,33   | 1       | 1,42         | -            | 70,23 / 100,00 |     |                |     |                |     |                |     |                |     |         |         |    |    |              |                |
| 1997 | 48,33   | 4       | 36,37 | 3     | 9,26    | -       | 1,57         | -            | 68,05 / 100,00 |     |                |     |                |     |                |     |                |     |         |         |    |    |              |                |
| 2001 | 49,33   | 4       | 36,06 | 3     | 9,00    | -       | 2,15         | -            | 71,84 / 100,00 |     |                |     |                |     |                |     |                |     |         |         |    |    |              |                |
| 2005 | 53,47   | 4       | 34,33 | 3     | 3,70    | -       | 4,76         | -            | 69,17 / 100,00 |     |                |     |                |     |                |     |                |     |         |         |    |    |              |                |
| 2009 | 31,20   | 2       | 36,11 | 3     |         |         | 0,96         | -            | 29,01          | 2   | 74,95 / 100,00 |     |                |     |                |     |                |     |         |         |    |    |              |                |
| 2013 | 21,58   | 1       | 66,61 | 6     | 4,07    | -       | 2,76         | -            |                |     | 66,04 / 100,00 |     |                |     |                |     |                |     |         |         |    |    |              |                |
| 2017 | 17,72   | 1       | 68,99 | 6     | 6,74    | -       | 2,16         | -            | CDS            | CDS | CDS            | CDS | 66,43 / 100,00 |     |                |     |                |     |         |         |    |    |              |                |
| 2021 | CDS-PP  | CDS-PP  | 56,21 | 4     | PPD/PSD | PPD/PSD | 2,59         | -            |                |     |                |     | 33,87          | 3   | 3,67           | -   | 67,54 / 100,00 |     |         |         |    |    |              |                |

### Eleições legislativas
| Data | %     | %     | %     | %    | %     | %     | %        | %     | %    | %     | %    | %   | %       | % | %  | %  |
| Data | PSD   | PS    | CDS   | PCP  | UDP   | AD    | APU/ CDU | FRS   | PRD  | PSN   | BE   | PAN | PSD CDS | L | CH | IL |
| ---- | ----- | ----- | ----- | ---- | ----- | ----- | -------- | ----- | ---- | ----- | ---- | --- | ------- | - | -- | -- |
| 1976 | 36,61 | 31,51 | 18,11 | 1,59 | 0,65  |       |          |       |      |       |      |     |         |   |    |    |
| 1979 | AD    | 31,81 | AD    | APU  | 0,62  | 56,67 | 2,83     |       |      |       |      |     |         |   |    |    |
| 1980 | AD    | FRS   | AD    | APU  | 0,54  | 58,79 | 2,55     | 29,86 |      |       |      |     |         |   |    |    |
| 1983 | 38,53 | 39,54 | 12,32 | APU  | 0,64  |       | 2,63     |       |      |       |      |     |         |   |    |    |
| 1985 | 39,22 | 31,42 | 9,88  | APU  | 0,78  | 2,52  | 9,55     |       |      |       |      |     |         |   |    |    |
| 1987 | 61,16 | 23,97 | 5,61  | CDU  | 0,32  | 1,42  | 1,64     |       |      |       |      |     |         |   |    |    |
| 1991 | 65,48 | 24,93 | 3,53  | CDU  |       | 0,88  | 0,50     | 0,65  |      |       |      |     |         |   |    |    |
| 1995 | 45,73 | 40,43 | 8,86  | CDU  | 0,42  | 0,85  |          | 0,33  |      |       |      |     |         |   |    |    |
| 1999 | 43,27 | 44,06 | 7,13  | CDU  |       | 1,64  |          | 0,66  |      |       |      |     |         |   |    |    |
| 2002 | 51,97 | 34,15 | 7,74  | CDU  | 1,64  | 0,88  |          |       |      |       |      |     |         |   |    |    |
| 2005 | 39,69 | 44,37 | 6,28  | CDU  | 2,08  | 2,63  |          |       |      |       |      |     |         |   |    |    |
| 2009 | 37,02 | 38,99 | 9,71  | CDU  | 2,43  | 6,55  |          |       |      |       |      |     |         |   |    |    |
| 2011 | 47,68 | 30,70 | 8,55  | CDU  | 2,93  | 2,69  | 0,56     |       |      |       |      |     |         |   |    |    |
| 2015 | CDS   | 34,37 | PSD   | CDU  | 3,21  | 6,17  | 0,71     | 47,13 | 0,28 |       |      |     |         |   |    |    |
| 2019 | 31,54 | 41,00 | 4,33  | CDU  | 2,41  | 8,00  | 2,00     |       | 0,66 | 0,81  | 0,35 |     |         |   |    |    |
| 2022 | 31,49 | 48,66 | 3,19  | CDU  | 1,66  | 2,60  | 0,60     | 0,60  | 5,54 | 1,79  |      |     |         |   |    |    |
| 2024 | AD    | 31,93 | AD    | CDU  | 35,38 | 1,82  | 2,95     | 1,23  | 1,64 | 16,65 | 2,42 |     |         |   |    |    |

## Figuras ilustres
- Brás Garcia de Mascarenhas, militar e poeta português do século XVII autor da obra épica "Viriato Trágico".
- Carlos Martins (futebolista)
- Fr. André do Amaral, foi o 7.º neto de D. Chavão um rico-homem das terras de Seia e que teve a sua casa em Gramaços e foi o 5.º neto do cavaleiro Domingos Joanes, cuja capela tumular se encontra contigua à igreja paroquial. Nesta se veem as figuras de Domingos Joanes e de sua mulher Domingas Sabachais, nas magnificas estátuas dos respectivos túmulos, e repetidas no retábulo do altar. Igualmente aqui existe, colocada numa insula ao fundo da capela, uma estátua equestre representando o mesmo cavaleiro com o seu escudo brasonado no braço esquerdo, completamente armado e equipado para entrar em combate.
- Carlos Diniz da Gama, ilustre cirurgião